# Distrikt Chaclacayo
Der Distrikt Chaclacayo ist einer der 43 Stadtbezirke der Region Lima Metropolitana in Peru. Er umfasst eine Fläche von 39,5 km². Beim Zensus 2017 wurden 42.912 Einwohner gezählt. Im Jahr 1993 lag die Einwohnerzahl bei 35.994, im Jahr 2007 bei 41.110.

## Geographische Lage
Der Distrikt Chaclacayo liegt im Osten der Provinz Lima. Er liegt in der peruanischen Westkordillere am südlichen Flussufer des Río Rímac, 33 km östlich vom Stadtzentrum von Lima.
Der Distrikt Chaclacayo grenzt im Westen an den Distrikt Ate, im Norden und Osten an den Distrikt Lurigancho, im Südosten an den Distrikt Antioquía (Provinz Huarochirí) sowie im Süden an den Distrikt Cieneguilla.